# Gallirallus epulare
Gallirallus epulare é uma espécie extinta de ave incapaz de voar da família dos ralídeos encontrada na ilha de Nuku Hiva, nas Ilhas Marquesas. É conhecida apenas a partir de subfósseis.

## Descoberta
A espécie foi descrita em 2007 a partir de ossos subfósseis recolhidos em 1994 e 1995 pelos arqueólogos B. V. Rolett, E. Conte e seus colegas no sítio arqueológico Ha'atuatua na ilha de Nuku Hiva, nas Ilhas Marquesas na Polinésia Francesa. A datação do local estima-o por volta de há 1000 anos, a partir do início do período de colonização humana da ilha.